# Новостепановка (Днепропетровская область)
Новостепа́новка (укр. Новостепанівка) — село в Новостепановском сельском совете Новомосковского района Днепропетровской области Украины.
Код КОАТУУ — 1223284501. Население по переписи 2001 года составляло 504 человека.
Является административным центром Новостепановского сельского совета, в который, кроме того, входят сёла:
Варваровка,
Веселое,
Герасимовка,
Гнатовка и
Ивано-Михайловка.

## Географическое положение
Село Новостепановка находится в 8 км северней правого берега реки Самара, на расстоянии в 1,5 км от села Весёлое. Рядом проходит автомобильная дорога Т-0422.

## История
- 1837 год. Первое упоминание деревни Новопетровка в церковных метрических книгах, основана переселенцами из села Михайловки (нынешней Ивано-Михайловки)
- 1853 год. 74 двора и 3 улицы.
- 1859 год. В книге «Список населённых мест Екатеринославской губернии по сведениям 1859 года»(издание 1863года) при речке Самаре по правую сторону от Харьковского просёлочного тракта из г. Новомосковск, на 28 версте значится деревня-владение Новопетровка, где насчитывается 50 дворов и 248+256 жителей мужского и женского пола.
- 1861 год. После земельной реформы часть помещичьих земель была отдана на выкуп крестьянам под процент. На 216 душ мужского населения было выделено по 2 десятины (чуть больше 2-х гектаров) пахотной земли.
- 1865—68 годы. На «Специальной 10 верстовой карте Европейской России (Стрельбицкого)» уже значится деревня Новопетровка.
- 1877 год. В книге «Волости и важнейшие селения Российской империи» (издание 1886 г.) приведены данные по результатам поземельной переписи в Российской империи 1877 года. Там в составе Попасновской волости деревня упоминается как бывшее владение Новостепановка при балке Исаковой. 120 дворов 672 жителя.
- 1883 год. Осенью, крестьяне нескольких сёл Новомосковского уезда, доведённые до отчаяния безземельем, подняли восстание.
- 1897 год. В книге «Населённые места Российской империи в 500 и более жителей» (издание 1905 г.) где приведены результаты первой всеобщей переписи населения 1897 года, значится деревня Новостепановка-Новопетровка (Типаховка) с 539+513=1052 жителями, из них 1048 православные. В этом же году тщанием прихожан была построена деревянная однопрестольная церковь во имя Преображения Господня. В советский период она была лишена купола и колокола и использовалась как склад и школьный спортзал, затем в 1971/72 годах была окончательно разрушена в связи с открытием по соседству новой восьмилетней средней школы.
- 1902 год. В Новомосковском краеведческом музее есть данные, что в деревне Новостепановка числилось 144 двора и проживало 1029 жителей. В селе была построена церковно-приходская школа.
- 1904 год. Началась война с Японией, большое количество мужского населения было отправлено на фронт.
- 1905 год. В «Справочной книге Екатеринославской епархии» (издание 1908 г.) значится, что в селе Новостепановка имеется 154 двора и проживает 1196 жителей.
- 1906 год. В церковно-приходской школе уже насчитывалось 3 класса, преподавание вёл Герман Германович, немец по национальности.
- 1908 год. В книге «Список населённых мест Новомосковского уезда»(издание 1911 г.) в составе Попасновской волости значится село Новостепановка, где насчитывается 217 дворов и 1339 жителей из числа бывших помещичьих крестьян. На 216 душ было выделено по 2 десятины пахотной земли.
- 1913 год. В «Справочной книге Екатеринославской епархии за 1913 год» (издание 1914 г.) значится что в составе Богато-Попасновской волости есть село Новостепановка, в котором имеется деревянная Преображенская церковь постройки 1898 года. Архиерейская ревизия была проведена в 1902 году. Церковь находится вблизи усадьбы священника, прихожан 2179, есть дома в запущенном состоянии, местность высокая, сухая.
- 1920 год. В селе уже работала начальная школа, которая была закрыта в 1941 году с началом ВОВ.
- 1923 год. Были разделены остатки помещичьих земель из расчёта по 1,5 гектара на каждого члена семьи. В селе создана комсомольская организация.
- 1924 год. В селе создана партийная ячейка
- 1925 год. В книге «Описание населённых пунктов Екатеринославской губернии» значится что в составе Перещепинского района есть Новостепановский сельсовет. В Новостепановке насчитывалось 273 двора и 1560 жителей. Было 207 колодцев, в том числе 5 с водой непригодной для питья. Из противопожарного инвентаря была в наличии одна бочка и два насоса. Работало 3 ветряные мельницы.
- 1926 год. Создание пионерской организации.
- 1929—30 годы. Коллективизация. До начала войны в колхозе успели построить зернохранилище, силосную башню, два свинарника, скотный двор, овчарня и магазин. Село было электрифицировано, Электрический ток давал колхозный дизель-генератор, село было также радиофицировано. На околице села был построен стадион, где проходили спортивные соревнования. В селе была изба-читальня, там же демонстрировались кинофильмы.
- 29 сентября 1941 — 20 сентября 1943 года. Период оккупации села немецкими войсками.

## Экономика
- «Вперёд», аграрное предприятие.

## Объекты социальной сферы
- Школа.
- Дом культуры.
- Фельдшерско-акушерский пункт.

## Достопримечательности
- Братская могила советских воинов.
- 200-т летняя Новостепановская липа

## Известные уроженцы села
- Ситковский, Алексей Дмитриевич (1914—1979) — Герой Социалистического Труда, чабан колхоза имени Мичурина Перещепинского района Днепропетровской области.